# 下恰穆爾利亞鄉
44°44′N 28°43′E / 44.733°N 28.717°E
下恰穆爾利亞鄉（羅馬尼亞語：Comuna Ceamurlia de Jos, Tulcea），是羅馬尼亞的鄉份，位於該國東南部，由圖爾恰縣負責管轄，面積119平方公里，海拔高度6米，2002年人口2,485，人口密度每平方公里21人。